# Mărgăritești
Mărgăritești là một xã thuộc hạt Buzău, România. Dân số thời điểm năm 2002 là 878 người.